# Coral Gables
Coral Gables – miasto w Stanach Zjednoczonych, w stanie Floryda, w południowej części zespołu miejskiego Miami, nad Oceanem Atlantyckim. Według spisu w 2020 roku liczy 49,2 tys. mieszkańców. Jest jednym z najbogatszych przedmieść w obszarze metropolitalnym Miami i domem dla wielu celebrytów i liderów biznesu.
Znajdują się tutaj siedziba Uniwersytetu Miami i słynny ogród botaniczny Fairchild Tropical Botanic Garden.

## Miasta partnerskie
- Aix-en-Provence, Francja
- Cartagena, Kolumbia
- Grenada, Hiszpania
- Quito, Ekwador
- Piza, Włochy
- El Puerto de Santa María, Hiszpania
- Antigua Guatemala, Gwatemala